# بخش اوسته
بخش اوسته یکی از بخش‌های ایالت زوریخ در کشور سوئیس است.